# Nagasato Yūki
Nagasato Yuki (永里 優季, sinh ngày 15 tháng 7 năm 1987) là một cầu thủ bóng đá nữ người Nhật Bản. Cô hiện đang thi đấu ở vị trí tiền đạo cho câu lạc bộ Racing Louisville tại Giải vô địch bóng đá nữ quốc gia Mĩ (NWSL).

## Đội tuyển bóng đá nữ quốc gia Nhật Bản
Nagasato Yuki thi đấu cho đội tuyển bóng đá nữ quốc gia Nhật Bản từ năm 2004 đến 2016, vô địch thế giới năm 2011 và đạt vị trí á quân năm 2015.

## Thống kê sự nghiệp
| Nhật Bản  | Nhật Bản | Nhật Bản |
| Năm       | Trận     | Bàn      |
| --------- | -------- | -------- |
| 2004      | 1        | 0        |
| 2005      | 9        | 6        |
| 2006      | 13       | 9        |
| 2007      | 12       | 4        |
| 2008      | 17       | 9        |
| 2009      | 3        | 0        |
| 2010      | 3        | 1        |
| 2011      | 17       | 3        |
| 2012      | 16       | 9        |
| 2013      | 12       | 6        |
| 2014      | 9        | 5        |
| 2015      | 13       | 3        |
| 2016      | 7        | 3        |
| Tổng cộng | 132      | 58       |

## Bàn thắng quốc tế
| #   | Ngày                 | Địa điểm                                                 | Đối thủ           | Bàn thắng | Kết quả | Giải đấu                            |
| --- | -------------------- | -------------------------------------------------------- | ----------------- | --------- | ------- | ----------------------------------- |
| 7.  | 19 tháng 7 năm 2006  | Sân vận động Hindmarsh, Adelaide, Úc                     | Việt Nam          | 5–0       | 5–0     | Cúp bóng đá nữ châu Á 2006          |
| 8.  | 21 tháng 7 năm 2006  | Sân vận động Hindmarsh, Adelaide, Úc                     | Đài Bắc Trung Hoa | 2–0       | 11–1    | Cúp bóng đá nữ châu Á 2006          |
| 9.  | 21 tháng 7 năm 2006  | Sân vận động Hindmarsh, Adelaide, Úc                     | Đài Bắc Trung Hoa | 3–0       | 11–1    | Cúp bóng đá nữ châu Á 2006          |
| 10. | 21 tháng 7 năm 2006  | Sân vận động Hindmarsh, Adelaide, Úc                     | Đài Bắc Trung Hoa | 5–1       | 11–1    | Cúp bóng đá nữ châu Á 2006          |
| 11. | 21 tháng 7 năm 2006  | Sân vận động Hindmarsh, Adelaide, Úc                     | Đài Bắc Trung Hoa | 8–1       | 11–1    | Cúp bóng đá nữ châu Á 2006          |
| 12. | 21 tháng 7 năm 2006  | Sân vận động Hindmarsh, Adelaide, Úc                     | Đài Bắc Trung Hoa | 11–1      | 11–1    | Cúp bóng đá nữ châu Á 2006          |
| 13. | 30 tháng 7 năm 2006  | Sân vận động Hindmarsh, Adelaide, Úc                     | CHDCND Triều Tiên | 2–3       | 2–3     | Cúp bóng đá nữ châu Á 2006          |
| 15. | 10 tháng 12 năm 2006 | Sân vận động Suheim bin Hamad, Doha, Qatar               | Hàn Quốc          | 3–0       | 3–1     | Đại hội Thể thao châu Á 2006        |
| 20. | 24 tháng 2 năm 2008  | Sân vận động Vĩnh Xuyên, Trùng Khánh, Trung Quốc         | Trung Quốc        | 3–0       | 3–0     | Giải vô địch bóng đá nữ Đông Á 2008 |
| 21. | 29 tháng 5 năm 2008  | Sân vận động Thống Nhất, Thành phố Hồ Chí Minh, Việt Nam | Hàn Quốc          | 1–0       | 1–3     | Cúp bóng đá nữ châu Á 2008          |
| 22. | 31 tháng 5 năm 2008  | Sân vận động Thống Nhất, Thành phố Hồ Chí Minh, Việt Nam | Đài Bắc Trung Hoa | 11–0      | 11–0    | Cúp bóng đá nữ châu Á 2008          |
| 23. | 2 tháng 6 năm 2008   | Sân vận động Thống Nhất, Thành phố Hồ Chí Minh, Việt Nam | Úc                | 2–0       | 3–1     | Cúp bóng đá nữ châu Á 2008          |
| 24. | 8 tháng 6 năm 2008   | Sân vận động Thống Nhất, Thành phố Hồ Chí Minh, Việt Nam | Úc                | 1–0       | 3–0     | Cúp bóng đá nữ châu Á 2008          |